# Nave San Felice
Nave San Felice è una frazione del comune italiano di Lavis, nella provincia autonoma di Trento, in Trentino-Alto Adige. Si trova a 208 m s.l.m. ed ha 446 abitanti.

## Territorio
Nave San Felice si trova sulla sponda sinistra del fiume Adige, e dista più di 2 km dal centro di Lavis.

## Origine del nome
Il toponimo Nave San Felice deriva dalla funzione di stazione di traghetto, come quello di Nave San Rocco, che si trova sulla sponda opposta del fiume Adige.
La seconda parte del nome deriva invece da San Felice da Nola, titolare della chiesa parrocchiale di Pressano, di cui una volta Nave San Felice era frazione.

## Storia
Alcuni ritrovamenti archeologici fanno risalire le origini dell'abitato al periodo retico. In età romana per Nave San Felice passava la via Claudia Augusta.

## Infrastrutture e trasporti
A Nave San Felice si trovano una stazione della linea ferroviaria Trento-Malé-Mezzana, e una stazione degli autobus della linea extraurbana di Trentino Trasporti.